# Savage Amusement
Savage Amusement er at album af det tyske heavy metal-band Scorpions, som blev udgivet i 1988.

## Spor
1. "Don't Stop At The Top"  (musik Schenker / tekst Meine-Rarebell)   – 4:03
2. "Rhythm of Love"  (Schenker / Meine)   – 3:47
3. "Passion Rules The Game"  (Rarebell / Meine)   – 3:58
4. "Media Overkill"  (Schenker / Meine)   – 3:32
5. "Walking On The Edge"  (Schenker / Meine)   – 5:05
6. "We Let It Rock...You Let It Roll"  (Schenker / Meine)   – 3:38
7. "Every Minute Every Day"  (Schenker / Meine)   – 4:21
8. "Love On The Run"  (Schenker / Meine-Rarebell)   – 3:35
9. "Believe In Love"  (Schenker / Meine)   – 5:20

## Placering på hitlister

### Album
Billboard (Nordamerika)
| År   | Hitliste          | Placering |
| ---- | ----------------- | --------- |
| 1988 | The Billboard 200 | #5        |

### Singler
| År   | Sang              | Hitliste               | Placering |
| ---- | ----------------- | ---------------------- | --------- |
| 1988 | "Rhythm Of Love"  | The Billboard Hot 100  | #75       |
| 1988 | "Rhythm Of Love"  | Mainstream Rock Tracks | #6        |
| 1988 | "Believe In Love" | Mainstream Rock Tracks | #12       |